# Mickey Roach
Michael Richard "Mickey" Roach, född 7 maj 1895 i Glace Bay, Nova Scotia, död 1 april 1977 i Whitby, Ontario, var en kanadensisk-amerikansk professionell ishockeyspelare. Roach spelade som centerforward och representerade Toronto St. Patricks, Hamilton Tigers och New York Americans i NHL under åtta säsonger åren 1919–1927.
Mickey Roach var en kortväxt men kvick och rörlig anfallsspelare. Han hade sina mest produktiva säsonger i NHL under de första två och en halv säsongerna med Hamilton Tigers då han snittade över en poäng per match med 64 poäng på 62 matcher.

## Statistik
Trä. = Träningsmatcher, BCHL = Boston City Hockey League, CPHL = Canadian Professional Hockey League
| 1913–14    | Boston Pilgrims         | Trä.       | 8   | 4  | 0  | 4   |    | 2 | 0 | 0 | 0 | 3 |
| 1913–14    | Boston English High     | High-MA    | –   | –  | –  | –   | –  | – | – | – | – | – |
| 1914–15    | Boston Arenas           | Trä.       | 10  | 14 | 0  | 14  | –  | 7 | 4 | 0 | 4 | – |
| 1915–16    | Boston Arenas           | BCHL       | 6   | 11 | 0  | 11  | –  | – | – | – | – | – |
| 1916–17    | Brooklyn Crescents      | AAHL       | 6   | 5  | 0  | 5   | –  | 6 | 4 | 0 | 4 | – |
| 1917–18    | New York Wanderers      | USNHL      | 10  | 12 | 0  | 12  | –  | – | – | – | – | – |
| 1918–19    | Hamilton Tigers         | OHA Sr.    | 8   | 17 | 12 | 29  | –  | 4 | 4 | 3 | 7 | – |
|            | Hamilton Tigers         | Allan Cup  | –   | –  | –  | –   | –  | 2 | 1 | 1 | 2 | 0 |
| 1919–20    | Toronto St. Patricks    | NHL        | 21  | 11 | 2  | 13  | 4  | – | – | – | – | – |
| 1920–21    | Toronto St. Patricks    | NHL        | 9   | 1  | 1  | 2   | 2  | – | – | – | – | – |
| 1920–21    | Hamilton Tigers         | NHL        | 14  | 9  | 8  | 17  | 0  | – | – | – | – | – |
| 1921–22    | Hamilton Tigers         | NHL        | 24  | 14 | 6  | 20  | 7  | – | – | – | – | – |
| 1922–23    | Hamilton Tigers         | NHL        | 24  | 17 | 10 | 27  | 8  | – | – | – | – | – |
| 1923–24    | Hamilton Tigers         | NHL        | 20  | 5  | 3  | 8   | 7  | – | – | – | – | – |
| 1924–25    | Hamilton Tigers         | NHL        | 30  | 6  | 4  | 10  | 8  | – | – | – | – | – |
| 1925–26    | New York Americans      | NHL        | 25  | 3  | 0  | 3   | 4  | – | – | – | – | – |
| 1926–27    | New York Americans      | NHL        | 44  | 11 | 0  | 11  | 14 | – | – | – | – | – |
| 1927–28    | Niagara Falls Cataracts | CPHL       | 41  | 12 | 6  | 18  | 23 | – | – | – | – | – |
| 1928–29    | Windsor Bulldogs        | CPHL       | 42  | 8  | 9  | 17  | 0  | 7 | 1 | 0 | 1 | 2 |
| 1929–30    | Buffalo Bisons          | IHL        | 10  | 0  | 0  | 0   | 0  | – | – | – | – | – |
| 1930–31    | Buffalo Bisons          | IHL        | –   | –  | –  | –   | –  | – | – | – | – | – |
| NHL Totalt | NHL Totalt              | NHL Totalt | 211 | 77 | 34 | 111 | 54 | – | – | – | – | – |